# START II

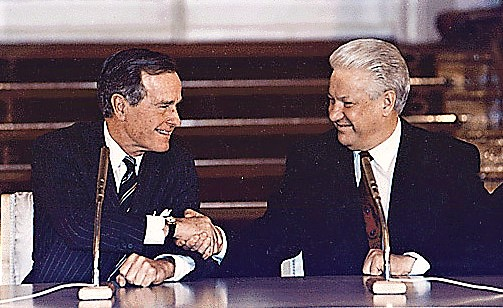
Presidentes George H. W. Bush e Boris Yeltsin assinam START II em 3 de Janeiro de 1993 no Kremlin.

START II (Strategic Arms Reduction Treaty II), ou Tratado de Redução de Armas Estratégicas II, foi um tratado bilateral entre os Estados Unidos e a Rússia sobre a Redução e Limitação de Armas Ofensivas Estratégicas. Foi assinado pelo presidente dos Estados Unidos George H. W. Bush e pelo presidente russo Boris Yeltsin em 3 de janeiro de 1993, proibindo o uso de vários veículos de reentrada com alvos independentes (MIRVs) em mísseis balísticos intercontinentais (ICBMs). Por isso, é frequentemente citado como Acordo de De-MIRV-ing. Apesar das negociações, ele nunca entrou em vigor. Foi ratificado pelo Senado dos EUA em 26 de janeiro de 1996 com uma votação de 87–4. Embora a Rússia tenha ratificado o START II em 14 de abril de 2000, retirou-se do tratado em 14 de junho de 2002 em resposta à retirada dos Estados Unidos do Tratado ABM.
Em vez disso, o SORT entrou em vigor, o que reduziu a contagem de ogivas estratégicas por país para 1 700–2 200.

## Negociações
O acordo histórico começou em 17 de junho de 1992 com a assinatura de um entendimento comum entre os dois presidentes. A assinatura oficial do tratado pelos presidentes ocorreu em 3 de janeiro de 1993. Ele foi ratificado pelo Senado dos Estados Unidos em 26 de janeiro de 1996 com uma votação de 87–4. No entanto, a ratificação russa ficou paralisada na Duma por muitos anos. Foi adiado várias vezes para protestar contra as ações militares americanas no Iraque e em Kosovo e para se opor à expansão da OTAN na Europa Oriental.
Com o passar dos anos, o tratado se tornou menos relevante e os dois lados começaram a perder o interesse nele. Para os EUA, a questão principal passou a ser o Tratado ABM, que proibia a implantação de um sistema nacional de defesa antimísseis. Retirou-se do Tratado ABM em junho de 2002, uma medida à qual a Rússia se opôs veementemente.
O START II não entrou em vigor. Em 14 de abril de 2000, a Duma estatal finalmente ratificou o tratado, mas a medida foi amplamente simbólica, pois foi condicionada à preservação do Tratado ABM e, com ele, do antigo princípio da destruição mútua assegurada (MAD).

Especificamente, a ratificação russa foi condicionada ao Senado dos EUA ratificar um adendo de setembro de 1997 ao START II que incluía declarações acordadas sobre a demarcação de defesas contra mísseis estratégicos e táticos. Nenhum deles ocorreu por causa da oposição no Senado dos EUA, onde uma facção se opôs a qualquer ação de apoio ao Tratado ABM existente.